# You Don't Care About Us
You Don't Care About Us este cel de-al optulea single al trupei de rock alternativ Placebo, lansat pe 28 septembrie 1998, și cel de-al doilea single de pe albumul Without You I'm Nothing. Deși piesa nu a fost promovată în SUA cu aceeași intensitate precum „Pure Morning”, pe plan european s-a bucurat de un succes asemănător, atingând poziția a cincea în topul britanic.
Piesa „20th Century Boy”, ce apare pe primul CD al acestui single, este un cover după trupa T. Rex, și a fost înregistrată cu ocazia apariției trupei în filmul Velvet Goldmine, o ilustrare a anilor în care glam-rock-ul era în floare. În film, Stefan Olsdal apare preț de câteva secunde în rolul basistului din trupa ficțională Polly Small's Band. Brian Molko, Steve Hewitt și Xavior Roide (care a făcut parte din Placebo pentru o perioadă drept touring member) îi joacă pe Malcolm, Billy și Pearl, respectiv solistul, toboșarul și chitaristul trupei ficționale The Flaming Creatures.

## Lista melodiilor
CD1
1. „You Don't Care About Us” (radio edit) - 3:53
2. „20th Century Boy” (T-Rex cover) - 3:41
3. „Ion” - 4:07

CD2
1. „You Don't Care About Us” - 3:59
2. „Pure Morning” (Les Rythmes Digitales mix) - 5:41
3. „Pure Morning” (Howie B mix) - 6:37

## Despre versuri

Coperta single-ului „You Don't Care About Us”, CD 2

Din spusele lui Brian Molko, piesa este îndreptată împotriva sa, în sensul că reprezintă punctul de vedere al unui / unei fost / e iubit / e despre el. „Există un vers care spune, „You’re in the wrong place / You’re in the back page” (traducere aproximativă: „Ești în locul greșit / Te afli la pagina de sfârșit”) ceea ce obișnuiam să fac eu adesea - îmi imaginam sfârșitul unei relații chiar de când începea.”
„Are un ton chiar înviorător, dar e un cântec deranjant”, avea el să declare cu alt prilej. „Ceva în genul unui fost iubit spunându-mi că sunt praf în privința relațiilor, și cam ăsta ar fi și motivul pentru care apare partea cu masturbarea mentală (mental masturbation) în cântec.”.

## Despre videoclip
În regia lui John Hillcoat, videoclipul reprezintă încălcarea promisiunii pe care cei de la Placebo o făcuseră în 1996, atunci când filmaseră pentru „36 Degrees”, și anume, că nu vor mai filma niciodată un videoclip sub apă. În clip, Molko, Hewitt și Olsdal se trezesc fiecare în câte o încăpere încuiată. În paralel, un grup de copii școlari privește cum peștii carnivori din niște acvarii imense își primesc hrana - lucru care pare să îi distreze de minune. Zâmbetele sinistre ale copiilor sunt însă și un fel de anticipație pentru ceea ce va urma. Cei trei membri Placebo sunt târâți de mâini și de picioare și azvârliți în uriașul bazin al rechinilor, drept hrană pentru aceștia. Spre dezamăgirea copiilor (și uluirea victimelor), rechinii refuză să îi mănânce.
Brian Molko declară cu umor pe DVD-ul Once More With Feeling despre acest videoclip: „Poate că reprezintă societatea viitorului, când elementele subversive ale rock'n'roll-ului vor fi folosite drept hrană pentru rechini - și toate astea spre amuzamentul unor copii școlari!” Tot aici, Molko își exprimă nedumerirea față de finalul clipului: „Tot nu izbutesc să înțeleg de ce nu ne mănâncă rechinii... ar fi fost mult mai logic dacă totul s-ar fi încheiat într-o baie de sânge. Dar atunci probabil că videoclipul nu ar fi putut fi difuzat.”
Molko adaugă „După acest videoclip am jurat din nou că nu vom mai filma vreodată sub apă!”.

## Poziții în topuri
- 5 (Marea Britanie)